# Janet Newberry
| Posities op de WTA-ranglijst Positie per einde seizoen: \| jaar \| rang enkelspel \| \| ---- \| -------------- \| \| 1975 \| [2] 29 \| \| 1976 \| [3] 28 \| \| 1977 \| [4] 18 \| \| 1978 \| [5] 29 \| \| 1979 \| [6] 66 \| \| 1980 \| [7] 166 \| |                |
| jaar | rang enkelspel |
| 1975 | 29             |
| 1976 | 28             |
| 1977 | 18             |
| 1978 | 29             |
| 1979 | 66             |
| 1980 | 166            |

Janet Newberry (Los Angeles, 6 augustus 1953) is een voormalig tennisspeelster uit de Verenigde Staten van Amerika. Newberry speelt rechtshandig. Zij was actief in het internationale tennis van 1968 tot en met 1985.

## Persoonlijk
Op 28 juli 1981 trad Newberry in het huwelijk met Francis Irvin (Frank) Wright. Daarna speelde zij onder de naam Janet Wright of Janet Newberry-Wright. Haar echtgenoot overleed in 1991. Op 12 augustus 1997 huwde zij Ralph Elliot Howe. Onder de naam Janet Newberry-Howe begon zij in 2004 een antiekwinkel in Saint Petersburg (Florida).

## Loopbaan

### Enkelspel
Newberry werd al in januari 1968 gesignaleerd op het March of Dimes Tournament in San Diego (VS), waar zij de finale bereikte maar verloor van landgenote Marjory Gengler. In oktober bereikte zij de finale van het US Hard Court Championship in La Jolla (VS) – hier verloor zij de eindstrijd van de Zuid-Afrikaanse Maryna Godwin. In januari 1969 keerde zij terug naar het March of Dimes Tournament in San Diego waar zij, nog maar vijftien jaar oud, de titel won door landgenote Mary Struthers in de finale te verslaan. In mei van dat jaar won zij ook het Southern California Sectional Championship in haar geboortestad Los Angeles (VS) – hier zegevierde zij in de eindstrijd over landgenote Valerie Ziegenfuss. In april 1970 won zij het Ojai Valley Tournament in Ojai (VS), waar zij in de finale afrekende met landgenote Sharon Walsh. De maand erna won zij opnieuw het Southern Californian Championship in Los Angeles – nu was landgenote Kristien Kemmer haar finale-slachtoffer. In september van dat jaar had Newberry haar grandslamdebuut op het US Open. Twee maanden later eiste zij opnieuw de titel op bij het March of Dimes-toernooi in San Diego, nu ten koste van landgenote Marita Redondo.
In 1971 speelde Newberry voor het eerst buiten de Verenigde Staten, op het grastoernooi van Rothman's Chichester in het Engelse graafschap West Sussex – zij bereikte daar de finale, die zij verloor van de Australische Judy Dalton.
Haar eerste internationale titel won Newberry in 1975 – op het WTA-toernooi van Bournemouth versloeg zij landgenote Terry Holladay. Haar belangrijkste titel won zij op het Italian Open van 1977, waar zij te sterk was voor de Tsjecho-Slowaakse Renáta Tomanová.
Haar beste resultaat op de grandslamtoernooien is het bereiken van de halve finale, eenmaal op Roland Garros 1975 en andermaal op Roland Garros 1977. Haar hoogste notering op de WTA-ranglijst is de 18e plaats, die zij bereikte in december 1977.
Na 1980 stopte Newberry met het enkelspel.

### Dubbelspel
Newberry behaalde in het dubbelspel betere resultaten dan in het enkelspel. Zij won in oktober 1969 haar eerste titel op het San Diego Metropolitan-toernooi in San Diego (VS) samen met landgenote Christine Mattson.
In 1970 had Newberry haar grandslamdebuut op het US Open.
Op de internationale toernooien bereikte Newberry voor het eerst een finale in april 1971 op het WTA-toernooi van Charlotte, samen met landgenote Eliza Pande – de titel ging daar aan haar neus voorbij. Zij won haar eerste WTA-titel in 1973 op het WTA-toernooi van Tucson – met landgenote Pam Teeguarden aan haar zijde versloeg zij Karen Krantzcke en Betty Stöve in de finale. In totaal won zij zes WTA-titels, de laatste in 1979 in Houston geflankeerd door de, toen nog, Tsjecho-Slowaakse Martina Navrátilová.
Haar beste resultaat op de grandslamtoernooien is het bereiken van de kwartfinale, op Wimbledon 1984, met landgenote Renee Blount aan haar zijde.

#### Gemengd dubbelspel
In deze discipline bereikte Newberry de finale op Wimbledon 1973, samen met de Mexicaan Raúl Ramírez – zij verloren de eindstrijd van Billie Jean King en Owen Davidson.

### Tennis in teamverband
In 1975 maakte Newberry deel uit van het Amerikaanse Fed Cup-team – zij vergaarde daar een winst/verlies-balans van 3–1.
Zij vertegenwoordigde de Verenigde Staten bovendien in de Wightman Cup, in 1974 en 1975.

## Palmares

### WTA-finaleplaatsen enkelspel
| nr.              | finale     | toernooi        | ondergrond    | tegenstandster   | score         | ref    |
| ---------------- | ---------- | --------------- | ------------- | ---------------- | ------------- | ------ |
| gewonnen finales |            |                 |               |                  |               |        |
| 1.               | 1975-05-17 | WTA Bournemouth | gravel        | Terry Holladay   | 7-9, 7-5, 6-3 | [ 18 ] |
| 2.               | 1977-05-22 | WTA Rome        | gravel        | Renáta Tomanová  | 6-3, 7-6      | [ 19 ] |
| verloren finales |            |                 |               |                  |               |        |
| 1.               | 1971-06-05 | WTA Chichester  | gras          | Judy Dalton      | 1-6, 4-6      | [ 17 ] |
| 2.               | 1973-03-18 | WTA Richmond    | gravel (i)    | Margaret Court   | 2-6, 1-6      | [ 23 ] |
| 3.               | 1973-06-17 | WTA Beckenham   | gras          | Dianne Fromholtz | 5-7, 6-0, 1-6 | [ 24 ] |
| 4.               | 1977-10-30 | WTA San Juan    | hardcourt (i) | Billie Jean King | 1-6, 3-6      | [ 25 ] |
| 5.               | 1979-03-11 | WTA Fort Myers  | gravel        | Regina Maršíková | 4-6, 2-6      | [ 26 ] |

### WTA-finaleplaatsen vrouwendubbelspel
| nr.              | finale     | toernooi         | ondergrond | partner             | tegenstandsters                    | score         | ref    |
| ---------------- | ---------- | ---------------- | ---------- | ------------------- | ---------------------------------- | ------------- | ------ |
| gewonnen finales |            |                  |            |                     |                                    |               |        |
| 1.               | 1973-04-01 | WTA Tucson       | hardcourt  | Pam Teeguarden      | Karen Krantzcke Betty Stöve        | 3-6, 7-6, 7-5 | [ 22 ] |
| 2.               | 1974-10-06 | WTA Houston      | hardcourt  | Wendy Overton       | Sue Stap Virginia Wade             | 4-6, 7-5, 6-2 | [ 27 ] |
| 3.               | 1975-07-13 | WTA Båstad       | gravel     | Pam Teeguarden      | Fiorella Bonicelli Raquel Giscafré | 6-3, 6-3      | [ 28 ] |
| 4.               | 1976-08-21 | WTA Toronto      | gravel     | Cynthia Doerner     | Sue Barker Pam Teeguarden          | 6-7, 6-3, 6-1 | [ 29 ] |
| 5.               | 1978-06-18 | WTA Chichester   | gras       | Pam Shriver         | Michelle Tyler Yvonne Vermaak      | 3-6, 6-3, 6-4 | [ 30 ] |
| 6.               | 1979-01-22 | WTA Houston      | tapijt (i) | Martina Navrátilová | Pam Shriver Betty Stöve            | 4-6, 6-4, 6-2 | [ 31 ] |
| verloren finales |            |                  |            |                     |                                    |               |        |
| 1.               | 1971-04-18 | WTA Charlotte    | gravel     | Eliza Pande         | Chris Evert Sue Stap               | 3-6, 6-1, 3-6 | [ 21 ] |
| 2.               | 1973-08-12 | WTA Nashville    | gravel     | Karen Krantzcke     | Françoise Dürr Betty Stöve         | 4-6, 7-6, 1-6 | [ 32 ] |
| 3.               | 1973-08-26 | WTA Newport (VS) | gras       | Pam Teeguarden      | Françoise Dürr Betty Stöve         | 4-6, 3-6      | [ 33 ] |
| 4.               | 1977-02-27 | WTA Detroit      | tapijt (i) | JoAnne Russell      | Martina Navrátilová Betty Stöve    | 3-6, 4-6      | [ 34 ] |
| 5.               | 1984-04-09 | WTA Miami        | gravel     | Betsy Nagelsen      | Patricia Medrado Yvonne Vermaak    | 3-6, 3-6      | [ 35 ] |

### Finaleplaatsen gemengd dubbelspel
| nr.              | finale     | toernooi  | ondergrond | partner      | tegenstanders                  | score    |         |
| ---------------- | ---------- | --------- | ---------- | ------------ | ------------------------------ | -------- | ------- |
| gewonnen finales |            |           |            |              |                                |          |         |
| geen             |            |           |            |              |                                |          |         |
| verloren finales |            |           |            |              |                                |          |         |
| 1.               | 1973-07-07 | Wimbledon | gras       | Raúl Ramírez | Billie Jean King Owen Davidson | 3-6, 2-6 | details |

## Resultaten grandslamtoernooien
| Legenda | Legenda                          |
| ------- | -------------------------------- |
| g.t.    | geen toernooi gehouden           |
| l.c.    | lagere categorie                 |
| –       | niet deelgenomen                 |
| G       | uitgeschakeld in de groepsfase   |
| 1R      | uitgeschakeld in de eerste ronde |
| 2R      | uitgeschakeld in de tweede ronde |
| 3R      | uitgeschakeld in de derde ronde  |
| 4R      | uitgeschakeld in de vierde ronde |
| KF      | uitgeschakeld in de kwartfinale  |
| HF      | uitgeschakeld in de halve finale |
| F       | de finale verloren               |
| W       | het toernooi gewonnen            |
| w-v     | winst/verlies-balans             |

### Enkelspel
| toernooi        | 1970 | 1971 | 1972 | 1973 | 1974 | 1975 | 1976 | 1977 | 1977 | 1978 | 1979 | 1980 |
| --------------- | ---- | ---- | ---- | ---- | ---- | ---- | ---- | ---- | ---- | ---- | ---- | ---- |
| Australian Open | –    | –    | –    | –    | KF   | –    | –    | –    | –    | –    | KF   | –    |
| Roland Garros   | –    | –    | –    | –    | –    | HF   | –    | HF   | HF   | 1R   | 1R   | –    |
| Wimbledon       | –    | 2R   | 2R   | 3R   | –    | 3R   | –    | 2R   | 2R   | 3R   | –    | –    |
| US Open         | 1R   | 2R   | 1R   | –    | 1R   | 3R   | 4R   | 3R   | 3R   | –    | 2R   | 2R   |

### Vrouwendubbelspel
| toernooi        | 1970 | 1971 | 1972 | 1973 | 1974 | 1975 | 1976 | 1977 | 1977 | 1978 |    | 1984 |
| --------------- | ---- | ---- | ---- | ---- | ---- | ---- | ---- | ---- | ---- | ---- | -- | ---- |
| Australian Open | –    | –    | –    | –    | 2R   | –    | –    | –    | –    | –    | –  |      |
| Roland Garros   | –    | –    | –    | –    | –    | 2R   | –    | 2R   | 2R   | –    | –  |      |
| Wimbledon       | –    | 1R   | 3R   | 2R   | –    | 1R   | –    | 1R   | 1R   | 1R   | KF |      |
| US Open         | 1R   | 1R   | –    | 2R   | 2R   | 1R   | 1R   | –    | –    | –    | 1R |      |

### Gemengd dubbelspel
| toernooi        | 1971 | 1972 | 1973 |      | 1975 |
| --------------- | ---- | ---- | ---- | ---- | ---- |
| Australian Open | g.t. | g.t. | g.t. | g.t. |      |
| Roland Garros   | –    | –    | –    | –    |      |
| Wimbledon       | 1R   | 1R   | F    | 1R   |      |
| US Open         | KF   | –    | KF   | 1R   |      |